# 米哈伊尔·杰利亚金
米哈伊尔·根纳季耶维奇·杰利亚金（羅馬化：Mikhail Gennad'yevich Delyagin；1968年3月16日—）是现代俄罗斯作家、政治家和经济学家。杰利亚金是俄罗斯自然科学院院士，1990年至1991年参加苏联最高苏维埃专家组，1998年获得经济学学位。全球化研究所（IPROG）问题部主任、前祖国党思想委员会主席。
杰利亚金于2021年担任第八届国家杜马代表和俄罗斯联邦联邦会议国家杜马经济政策委员会副主席。

## 制裁
杰利亚金因2022年俄乌战争而遭到英美等国制裁。